# بيل ستيفنسون
بيل ستيفنسون (بالإنجليزية: Bill Stevenson)‏ (و. 1963  م) هو طبال، وموسيقي، وممثل، ومنتج أسطوانات، ومهندس الصوت، وملحن، وممثل أفلام أمريكي، ولد في توررانسي، لوس أنجليس، كاليفورنيا، يستخدم آلات طقم طبول.

## وصلات خارجية
- بيل ستيفنسون على موقع IMDb (الإنجليزية)
- بيل ستيفنسون على موقع ميوزك برينز (الإنجليزية)
- بيل ستيفنسون على موقع أول موفي (الإنجليزية)
- بيل ستيفنسون على موقع أول ميوزيك (الإنجليزية)
- بيل ستيفنسون على موقع ديسكوغز (الإنجليزية)